# Mens (mitologia)
|  | No s'ha de confondre amb Mens. |

Mens (en llatí Mens, 'la Ment') també coneguda com a Mens Bona ('Bona ment'), va ser, segons la mitologia romana, la personificació de la ment, de la consciència, i també del «pensament correcte». Se celebrava un festival en el seu honor el dia 8 de juny.
Després de la derrota a la batalla del llac Trasimè, una consulta als Llibres sibil·lins l'any 217 aC, va indicar als romans que havien de construir un temple a Mens al mont Capitoli. L'any 215 aC ja s'havia construït, i se li va dedicar, al costat d'un temple de Venus que s'havia erigit al mateix temps.
Properci, en un poema, explica que va poder abandonar la dependència que tenia de la seva amant Cíntia consagrant-se ell mateix a la deessa Mens Bona. Ciceró diu que l'any 115 aC el cònsol Marc Emili Escaure va restaurar el temple. Ovidi va representar en un poema a Cupido captiu de Mens Bona en una desfilada triomfal.